# Ferry Pasté

Blasone

Ferry Pasté signore di Challeranges (fl. XIII secolo) è stato un militare francese, fu maresciallo di Francia nel dicembre 1240 da Luigi IX, come riporta un atto regale conservato nel Trésor des Chartes..

## Biografia
Nel 1226 fu ambasciatore con Raoul de Mello, inviato dal sovrano per ricevere da Giovanna delle Fiandre il castello di Douai ed altri possedimenti.
Fu incaricato nel 1243 di una seconda importante ambasciata presso Raimondo VII di Tolosa.
È ancora citato come maresciallo di Francia in atti ufficiali sino al 1244.